# Джон Александър (тенисист)
Джон Гилбърт Александър (на английски: John Gilbert Alexander) е австралийски тенисист. 

## Биография
Джон Александър е роден на 4 юли 1951 г. в Сидни, Нов Южен Уелс, Австралия. Баща му Гилбърт Александър е роден в Есекс, Англия през 1907 г. и се премества в Австралия на тригодишна възраст.

## Кариера

### Тенис
Джон Александър печели 7 титли на сингъл и 27 титли на двойки и общо 1 214 079 щатски долара от парични награди. Постига най-доброто си класиране на сингъл, като номер 8 в света, през декември 1975 г. Той е най-младият играч, който представя Австралия за Купа Дейвис, като е един от играчите с най-дълъг стаж за Австралия от 1968 до 1983 г. Печели купа Дейвис през 1977 г. 

### Политика
Джон Александър е член на умерената/модерната либерална фракция на Либералната партия.